# 스파이봇-서치&디스트로이
스파이봇-서치&디스트로이(Spybot - Search & Destroy)는 스파이웨어, 애드웨어를 제거할 목적으로 제작된 프로그램이다.